# 鎗田直美
鎗田 直美（やりた なおみ）は、1990年代日本で活躍したタレントであり、競輪ジャーナリストである。T-BACKS初期メンバー。

## 来歴・人物
「プレイメイトジャパン」としてのヌードグラビアを経て、1991年、セクシー系アイドルユニットの「T-BACKS」の一員としてデビュー。愛称は「ヤリヤリ」。ソロでのタレント活動もあり、ドラマやバラエティーなどに出演。
またT-BACKSの解散前から競輪の魅力に取り付かれ、テレビでの競輪中継ゲスト解説、スポーツ新聞などのコラム執筆など、競輪ジャーナリストとしての活動も展開した。

## 出演作品
- はぐれ刑事純情派 (テレビ朝日・レギュラー） - BARさくらの店員・ともちゃん　役
- 特警ウインスペクター 第4話 (テレビ朝日）
- 静かなるドン（Vシネマ版）
- どチンピラ10